# Tom Kilburn
Tom Kilburn CBE (* 11. August 1921 in Dewsbury, Yorkshire; † 17. Januar 2001 in Manchester) war ein britischer Computer-Pionier.
Kilburn studierte Mathematik an der Universität Cambridge, an der er 1942 seinen Abschluss mit Auszeichnung machte. Danach arbeitete er im Zweiten Weltkrieg in der Gruppe von Frederic Calland Williams im Telecommunications Research Establishment (TRE) in Malvern an der Radarentwicklung.
1946 ging er an die Fakultät für Elektrotechnik der University of Manchester, blieb aber in Kontakt mit Williams beim TRE und gemeinsam mit Geoff Tootill entwickelten sie 1947 die Williamsröhre, die als elektronischer Speicher bei vielen frühen Computern Verwendung fand (sie konnte 2048 Bits speichern). Auch in Manchester benutzten sie die Röhre für die Small-Scale Experimental Machine (SSEM), auch Baby genannt. Sie war 1948 fertig und der erste elektronische Computer mit gespeichertem Programm. Die Arbeit wurde in der Entwicklung der Manchester Mark I fortgesetzt (1949) und in Zusammenarbeit mit der Ferranti Ltd. im Ferranti Mark I Computer, der Februar 1951 auf den Markt kam. Er war vor der UNIVAC der erste kommerziell vertriebene Computer – neun Exemplare wurden ausgeliefert. 1954 folgte eine schnellere Version mit Gleitkommazahl-Arithmetik und Experimente mit transistorisierten Computern wurden unternommen (1953, 1955). Das führte 1956 zum MUSE Projekt eines transistorisierten Computers mit Magnetkernspeicher und 1 MIPS Leistung. 1959 beteiligte sich auch Ferranti, was zur ATLAS führte, die 1962 in Betrieb ging. Sechs Atlas Computer wurden gebaut (davon drei in eingeschränkter Version).
1964 wurde die Computer Gruppe der Universität zur Fakultät für Informatik (Computer Science) und Kilburn wurde Professor. 1966 begann er das Projekt des MU 5 Computers, der zwar nicht zu einem kommerziellen Produkt führte, dessen Architektur aber teilweise in die 2900 Serie von ICL (zu denen die Computer-Sparte von Ferranti nun gehörte) übernommen wurde. Der MU 5 ging 1972 an der Universität in Betrieb und war der letzte Großrechner, der an der Universität entwickelt wurde. Kilburn ging 1981 in den Ruhestand.
1965 wurde er Fellow der Royal Society, deren Royal Medal er 1978 erhielt, 1982 erhielt er den Computer Pioneer Award der IEEE und 1973 wurde er zum Commander of the British Empire (CBE) ernannt. 1971 erhielt er den W. Wallace McDowell Award und 1983 den Eckert-Mauchly Award von ACM und IEEE.